# Forrest Gump
Forrest Gump ist eine US-amerikanische Tragikomödie von Robert Zemeckis aus dem Jahr 1994. Sie basiert – mit erheblichen Abweichungen – auf dem gleichnamigen Roman von Winston Groom und wurde mit sechs Oscars und drei Golden Globes ausgezeichnet. Für die Darstellung der Hauptfigur erhielt Tom Hanks den Oscar als bester Hauptdarsteller.

## Handlung
Am Beginn der Rahmenhandlung sitzt Forrest Gump auf einer Bank an einer Bushaltestelle in Savannah im Bundesstaat Georgia. Dort erzählt er mehreren Personen in Episoden sein bisheriges Leben:
Kurz vor seiner Einschulung wird beim kleinen Forrest, der nach dem Südstaaten-General Nathan Bedford Forrest benannt wurde, ein Intelligenzquotient von nur 75 festgestellt. Außerdem muss er wegen eines Wirbelsäulenleidens Beinschienen tragen. Dies macht ihn zu einem leichten Opfer für Hänseleien seiner Altersgenossen. Als er wieder einmal verspottet und angegriffen wird, verliert er im Weglaufen seine Beinschienen und entdeckt so, dass er ein sehr schneller Läufer ist. Mut machen ihm seine Mutter, die sich vom Spott ihrer Umwelt nicht beeindrucken lässt und entschlossen ist, ihm eine gute Ausbildung zu ermöglichen, sowie seine Freundschaft mit der gleichaltrigen Jenny Curran, die stets zu ihm hält.
Die alleinerziehende Mutter vermietet Zimmer ihres Farmhauses in Greenbow in Alabama an Gäste. Darunter ist auch ein unbekannter junger Musiker, der, von Gumps Tanzbewegungen inspiriert, den typischen Hüftschwung erfindet, mit dem er später als Elvis the Pelvis bekannt wird. Im Laufe der Jahre begegnet Gump vielen weiteren berühmten Persönlichkeiten, darunter John F. Kennedy, Lyndon B. Johnson und Richard Nixon. Er beobachtet den Einbruch in das Watergate Hotel in Washington, D.C., der die Watergate-Affäre ins Rollen brachte, und taucht auch sonst oft dort auf, wo gerade Geschichte geschrieben wird, wie zum Beispiel beim Stand in the Schoolhouse Door in Tuscaloosa und auf den großen Bürgerrechtsdemonstrationen. Bei der Erfindung des Joggens, des Spruchs „Shit happens!“ sowie des Smileys steht der unbedarfte Gump Pate.
Seine Biografie besteht aus einer Abfolge überraschender Fügungen. Der Umstand, dass er ein ausgezeichneter Läufer ist, kommt ihm mehrmals in seinem Leben zugute. So wird er ein gefragter und berühmter Footballspieler und erhält dadurch trotz seiner eingeschränkten intellektuellen Fähigkeiten die Möglichkeit, an der University of Alabama zu studieren. Anschließend meldet er sich freiwillig zur Armee, wo er den Afroamerikaner Bubba kennenlernt, der sein „bester guter Freund“ wird. Gump wird zum Kriegshelden in Vietnam und bekommt die Medal of Honor verliehen, weil er – wiederum unter Einsatz seines Läufertalents – mehreren verwundeten Kameraden das Leben rettet, darunter auch seinem Vorgesetzten Lieutenant Dan Taylor. Sein Freund Bubba stirbt in seinen Armen, nachdem auch er von Forrest geborgen worden ist. Taylor hat beide Beine verloren und wäre lieber an der Front gestorben, anstatt mit dieser Behinderung weiterzuleben. Seine Frustration lässt er an Gump aus.
Im Lazarett wird Gumps Talent im Tischtennis entdeckt und er wird zum Mitglied des US-amerikanischen Ping-Pong-Teams, dessen Spiele als Teil der neuen Politik der USA gegenüber China zum Teil der Ping-Pong-Diplomatie werden. Dies bringt ihm ein Interview mit John Lennon in der Dick Cavett Show ein, das den Text zum Song Imagine beeinflusste. Einem Versprechen folgend, das er seinem in Vietnam gefallenen Freund Bubba gegeben hat, wird er Shrimps-Fischer und baut zusammen mit Dan Taylor, der zwischenzeitlich resigniert hatte, aber nun sein Weiterleben schätzt, die Bubba Gump Shrimp Corporation auf. Taylor investiert den Gewinn in Aktien des damals noch jungen Computerunternehmens Apple, wodurch Gump schließlich Millionär wird. („Lieutenant Dan hat mein Geld angelegt … irgendwas mit Obst.“). Nachdem seine Mutter an Krebs gestorben ist, lebt er allein in seinem Elternhaus in Greenbow.
Durch sein Leben und seine Erzählung zieht sich als roter Faden die Geschichte seiner Beziehung zu Jenny, deren Leben von den Misshandlungen und dem sexuellen Missbrauch durch ihren Vater gezeichnet ist. Sie führt ein Leben als Tabledance-Tänzerin, in Hippiekreisen und als Drogenabhängige. Gump träumt davon, sie zu heiraten. Sie taucht in seinem Leben immer wieder unerwartet auf, um ebenso unvermittelt wieder zu verschwinden. Bei der letzten von ihm an der Bushaltestelle geschilderten Begegnung besucht sie ihn zu Hause in Greenbow, wohnt für einige Zeit bei ihm, und beide verbringen schließlich eine gemeinsame Nacht. Als sie tags darauf verschwindet, beginnt Forrest Gump einen dreijährigen Dauerlauf quer durch Nordamerika, über den auch die Medien berichten.
Darauf aufmerksam geworden, lädt Jenny ihn ein, sie in Savannah zu besuchen. Dieser Einladung nachkommend, wartet er nun an der Bushaltestelle auf den Bus, der ihn zu Jenny bringen soll. Währenddessen erzählt er sein bisheriges Leben, bis seine letzte Zuhörerin ihn darüber aufklärt, dass er von dieser Haltestelle aus nicht auf den Bus zu Jennys Adresse warten müsse, denn sein Ziel sei nur ein paar Blocks entfernt. Diese Distanz legt er dann laufend zurück. Hier erfährt er, dass er einen Sohn hat, der ebenfalls Forrest heißt, aber im Gegensatz zum Vater sehr intelligent ist. Gump und Jenny heiraten, nachdem sie ihm eröffnet hat, dass sie an einer unheilbaren Krankheit leide („eine Art Virus, die Ärzte wissen nicht, was es ist“). Sie stirbt kurz nach der Hochzeit. Gump lässt gemäß ihrem letzten Wunsch ihr Elternhaus, in das sie nie zurückkehren wollte, mit einer Planierraupe abreißen und sorgt nun allein für den gemeinsamen Sohn.

„Das Leben ist wie eine Schachtel Pralinen, man weiß nie, was man kriegt.“

## Besetzung und Synchronisation

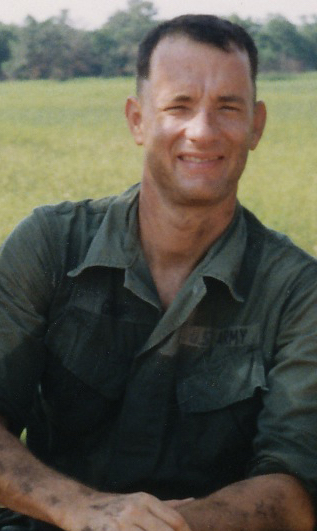
Tom Hanks als Forrest Gump

Die Synchronfassung entstand bei der Berliner Synchron GmbH Wenzel Lüdecke. Für das Dialogbuch und die Regie war Marianne Groß verantwortlich.
| Figur                                        | Darsteller                         | Deutscher Sprecher                 |
| -------------------------------------------- | ---------------------------------- | ---------------------------------- |
| Forrest Gump (erwachsen) Forrest Gump (Kind) | Tom Hanks Michael Conner Humphreys | Arne Elsholtz Roman Plümicke       |
| Jenny Curran (erwachsen) Jenny Curran (Kind) | Robin Wright Hanna R. Hall         | Irina von Bentheim Magdalena Turba |
| Lt. Dan Taylor                               | Gary Sinise                        | Tobias Meister                     |
| Mrs. Gump                                    | Sally Field                        | Cornelia Meinhardt                 |
| Benjamin Buford Blue „Bubba“                 | Mykelti Williamson                 | Thomas Petruo                      |
| Forrest Gump jr.                             | Haley Joel Osment                  | n.                                 |
| Schulleiter Hancock                          | Sam Anderson                       | Eberhard Prüter                    |
| Dick Cavett                                  | Dick Cavett                        | Udo Schenk                         |
| Elvis Presley                                | Peter Dobson                       | Bernd Vollbrecht                   |
| Wesley                                       | Geoffrey Blake                     | Martin Keßler                      |

## Hintergrund
Benannt ist Forrest nach einem Vorfahren, dem Südstaaten-General Nathan Bedford Forrest, einem frühen Anführer des Ku-Klux-Klans. In der Rückblende wurde dieser von Tom Hanks gespielt. Bevor die Hauptrolle an Tom Hanks vergeben wurde, wurde sie John Travolta, Bill Murray und Chevy Chase angeboten. Alle drei lehnten ab. Die Dreharbeiten des Films dauerten vom 27. August 1993 bis zum 9. Dezember 1993. Gedreht wurde in mehreren US-amerikanischen Bundesstaaten wie Kalifornien, Montana, Utah, Maine, Georgia, Arizona, North Carolina, South Carolina und in der US-Hauptstadt Washington, D.C.
Besonderes Aufsehen erregten die Filmszenen, in denen Tom Hanks mit Hilfe moderner computergrafischer Methoden, darunter der Bluescreen-Technik sowie dem Image Warping und Morphing, in Originalaufnahmen historischer Ereignisse hineingeschnitten wurde. In einigen Szenen tauchen Familienmitglieder des Hauptdarstellers sowie des Regisseurs auf. Für die Szenen, die Forrest Gump bei seinem Dauerlauf zeigen, wurde Jim Hanks, Tom Hanks’ jüngerer Bruder, als sein Double eingesetzt. Elizabeth Hanks, seine 1982 geborene Tochter, spielt ein Mädchen im Schulbus. Alexander Zemeckis, Robert Zemeckis’ Sohn, spielt einen Jungen im Schulbus.

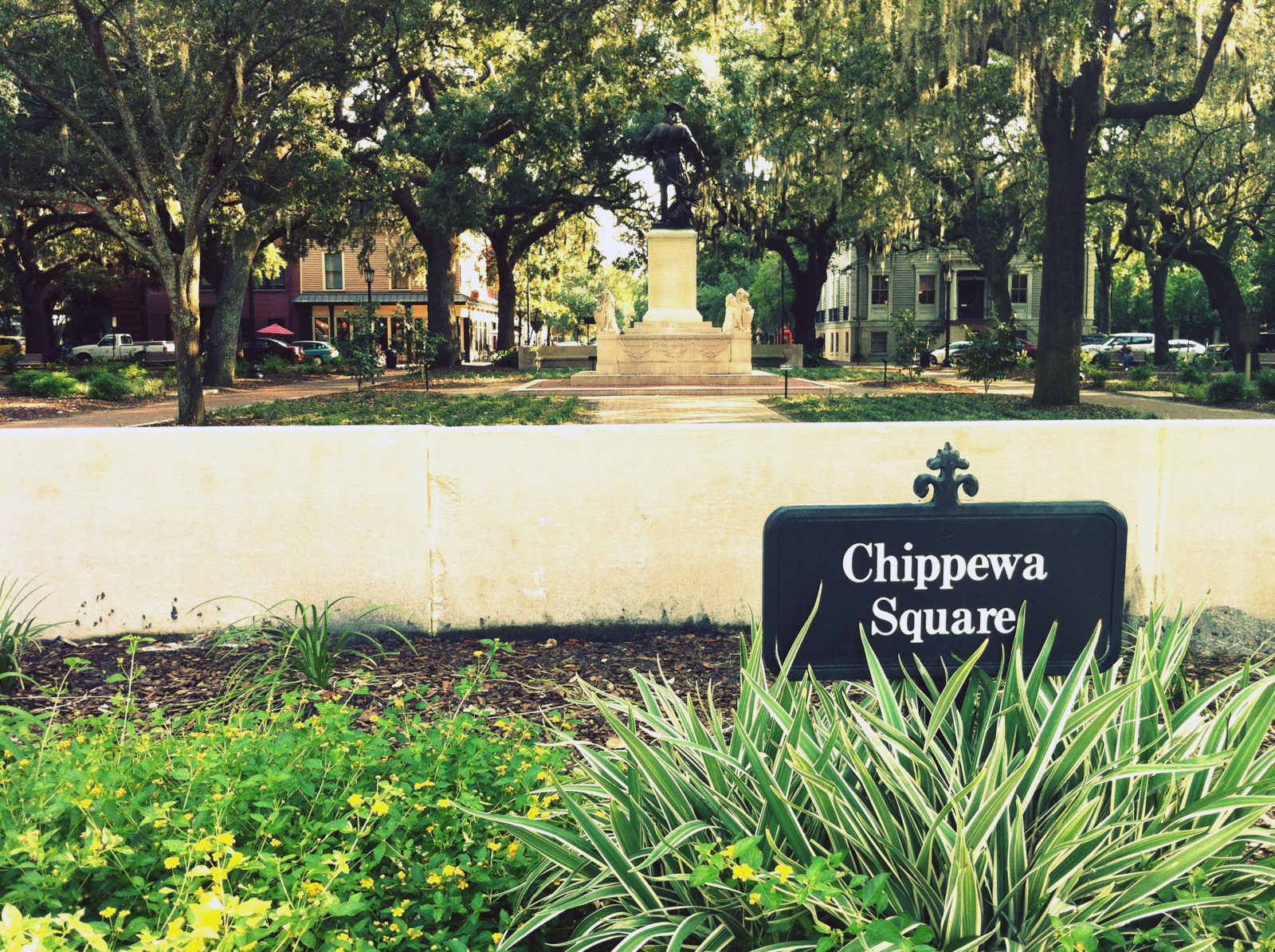
Chippewa Square/W Hull Street in Savannah, Georgia: Drehort der Parkbank-Szene, wo Forrest von seinem Leben erzählt.

Einige Filmrequisiten sind heute noch zu besichtigen. Das bei den Dreharbeiten als Krabbenkutter Jenny verwendete Boot lag einige Jahre im Wassergraben des Restaurants Planet Hollywood in Orlando im Bundesstaat Florida, einer der im Film verwendeten Tischtennisschläger hängt an der Wand des Restaurants. Die Parkbank in Savannah, Georgia am Chippewa Square ⊙, auf der Forrest sein Leben erzählt und auf den Bus wartet, steht seit geraumer Zeit im historischen Museum der Stadt, um sie vor Souvenirjägern und Wettereinflüssen zu bewahren.
Zwei Bergauf-Abschnitte der Läuferkarriere von Gump wurden bekannt, „Hill“ ist deswegen nicht eindeutig. Die Kurve hinauf auf den Grandfather Mountain in North Carolina, wo Forrest beim Laufen das erste Mal Gesellschaft bekommt, wurde inzwischen „Forrest Gump Curve“ getauft und mit einem entsprechenden Schild versehen ⊙.

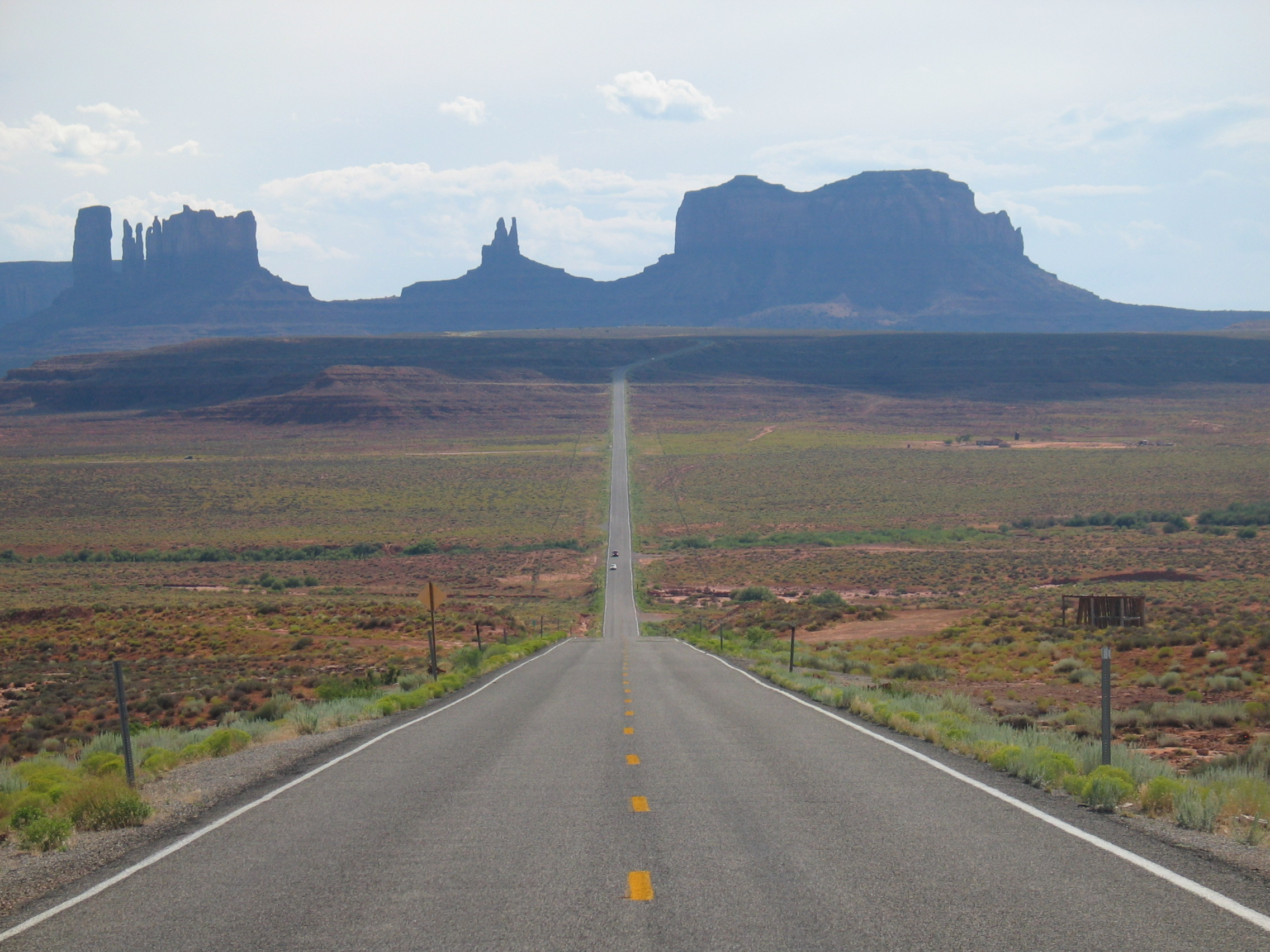
U.S. Highway 163 mit Monument-Valley-Tafelbergen

Der Abschnitt des U.S. Highway 163 mit den Tafelbergen des Monument Valley im Hintergrund, auf dem Forrest schließlich seinen Dauerlauf abrupt beendet, war bereits ein bekanntes Motiv für Fotos, Film und Fernsehen. Es wurde „Forrest Gump Point“ benannt ⊙. 1996 entstand eine echte Bubba Gump Shrimp Company, benannt nach dem Unternehmen im Film.
In dem Musikvideo zum Song You better run, das im März 2025 veröffentlicht wurde, des Rockduos Something Out West von Sänger und Gitarrist Chet Hanks, dem Sohn von Schauspieler Tom Hanks, spielt Chet Hanks zentrale Szenen aus dem Film Forrest Gump nach. Tom Hanks tritt in dem Musikvideo ebenfalls auf.

## Romanvorlage
Die Romanvorlage von Winston Groom wurde erst durch den Film bekannt. Groom selbst war mit der Verfilmung unzufrieden. Er klagte über die vereinfachte Handlung und eine bereinigte Sprache. So entfallen im Film z. B. Forrests Berufungen als Astronaut und Schachspieler sowie weitere Begegnungen mit Jenny und sein Auftritt als Mundharmonikaspieler in Jennys Band. Auf der anderen Seite kommen manche Filmszenen nicht in der Buchvorlage vor; beispielsweise joggt Forrest im Roman nicht durch Amerika und er deckt auch nicht den Watergate-Skandal auf.

## Veröffentlichung
Am 23. Juni 1994 feierte der Film in Los Angeles Premiere; in Deutschland lief er am 13. Oktober 1994, in Österreich einen Tag später an. Der Film war im Kinojahr 1994 mit über 329 Millionen US-Dollar in den USA der Film mit dem höchsten Einspielergebnis, dem stand ein Budget von etwa 55 Millionen Dollar gegenüber. In Deutschland kam er 1994 auf 7,6 Millionen Besucher und war damit der erfolgreichste Film des Jahres. Über Videotheken wurden allein in Nordamerika weitere 156 Millionen US-Dollar eingespielt. 2020 lag das Einspielergebnis bei 678,2 Millionen US-Dollar.

## Kritiken
Forrest Gump erhielt ein sehr gutes Presseecho, was sich auch in den Auswertungen US-amerikanischer Aggregatoren widerspiegelt. So erfasst Rotten Tomatoes größtenteils wohlwollende Besprechungen und ordnet den Film dementsprechend als „Frisch“ ein. Metacritic ermittelt aus den vorliegenden Bewertungen „Allgemeines Kritikerlob“. Und They Shoot Pictures, Don’t They? zählt den Film zu den 700 angesehensten Werken der Filmgeschichte.
Auch das Publikum war begeistert. So vergaben die US-Kinobesucher einen seltenen CinemaScore von A+ entsprechend der deutschen Schulnote 1+. Und die Nutzer der IMDb platzieren den Film auf Platz 11 der Top-250.
Weniger überzeugt zeigte sich der Filmkritiker Wolfgang M. Schmitt, der dem Film vorwirft, die kritischen Seiten der USA auszublenden, die offizielle Politik abzusegnen (laut Schmitt auch deutlich dadurch, dass die Studentenbewegung negativ dargestellt wird) und meint, dass der Satz „Das Leben ist wie eine Pralinenschachtel“ so gedeutet werden kann, dass der Lauf der Geschichte durch den Einzelnen nicht beeinflusst werden kann: „Forrest Gump erteilt dem untertänigen, unpolitischen, doofbleiben wollenden Bürger die Absolution“.

„dieser wunderschöne Film mit dem wunderbaren Tom Hanks (wenn er als Aids-Opfer in Philadelphia einen Oscar bekommen hat, hätte er hier mindestens drei oder vier verdient).“

„Eine ganz auf den Hauptdarsteller zugeschnittene Mär vom reinen Tor, der unbeirrt auf seiner Suche nach Glück durch die US-amerikanische Zeitgeschichte wandelt. Inszenierung und Drehbuch halten mit dem technischen Aufwand aber nicht immer Schritt, so dass sich nur in Ansätzen Reflexion und ironische Brechung des Zeitgeschehens einstellen.“

„Ich habe noch nie jemanden wie Forrest Gump in einem Film getroffen und dementsprechend auch noch nie einen Film wie Forrest Gump gesehen. Jeder Versuch, ihn zu beschreiben, könnte ihn gewöhnlicher machen als er ist, aber lasst es mich versuchen. […] Der Film gleicht eher einer Betrachtung über unsere Zeit durch die Augen eines Mannes, der bar jeden Zynismus alles um seiner selbst akzeptiert. Schaut man ihm sorgfältig zu, wird man verstehen, warum manche als ‚überschlau‘ kritisiert werden. Forrest ist genau richtig schlau. […] Was für ein magischer Film.“

## Auszeichnungen
Oscars 1995
- Bester Film: Wendy Finerman, Steve Starkey, Steve Tisch
- Bester Hauptdarsteller: Tom Hanks
- Beste Regie: Robert Zemeckis
- Bestes adaptiertes Drehbuch: Eric Roth
- Bester Schnitt: Arthur Schmidt
- Beste Spezialeffekte: Ken Ralston, George Murphy, Stephen Rosenbaum, Allen Hall

Nominierungen:
- Beste Ausstattung: Rick Carter, Nancy Haigh und Ferdi Dag
- Bester Nebendarsteller: Gary Sinise
- Beste Kamera: Don Burgess
- Bestes Make-up: Daniel C. Striepeke, Hallie D’Amore, Judith A. Cory
- Beste Musik: Alan Silvestri
- Bester Ton: Randy Thom, Tom Johnson, Dennis S. Sands, William B. Kaplan
- Bester Toneffektschnitt: Gloria S. Borders, Randy Thom

Golden Globes 1995
- Bestes Drama
- Bester Hauptdarsteller: Tom Hanks
- Beste Regie: Robert Zemeckis

Nominierungen:
- Bester Nebendarsteller: Gary Sinise
- Beste Nebendarstellerin: Robin Wright
- Bestes Drehbuch: Eric Roth
- Beste Musik: Alan Silvestri

Library of Congress
- Aufnahme in das National Film Registry, 2011